# Мехтхилд фон Лойхтенберг
Мехтхилд фон Лойхтенберг на немски: Mechthildis von Leuchtenberg; * 24 октомври 1588, † 1 юни 1634) е принцеса от Ландграфство Лойхтенберг и чрез женитба херцогиня на Бавария.

## Биография
Дъщеря е на ландграф Георг IV Лудвиг фон Лойхтенберг (1563 – 1613) и първата му съпруга Мария Саломе фон Баден-Баден (1563 – 1600), дъщеря на маркграф Филиберт фон Баден-Баден и Мехтхилд Баварска.
Мехтхилд се омъжва на 26 февруари 1612 г. в Мюнхен за принц Албрехт VI Баварски (1584 – 1666) от род Вителсбахи, син на херцог Вилхелм V Баварски (1548 − 1626).
Тя умира на 1 юни 1634 г. и е погребана в църквата Валфарт в Алтьотинг.
Албрехт получава през 1646 г. Ландграфство Лойхтенберг, след изчезването по мъжка линия на ландграфовете от Лойхтенберг. Той обаче не се нарича ландграф, а херцог на Лойхтенберг.

## Деца
Мехтхилд и Албрехт имат пет деца:
- Мария Рената (1616 – 1630), херцогиня на Бавария-Лойхтенберг
- Карл Йохан Франц (1618 – 1640), херцог на Бавария-Лойхтенберг
- Фердинанд Вилхелм (1620 – 1629), херцог на Бавария-Лойхтенберг
- Максимилиан Хайнрих (1621 – 1688), от 1650 г. курфюрст и архиепископ на Кьолн
- Албрехт Сигисмунд (1623 – 1685), епископ на Регенсбург и Фрайзинг